# Antonino Caltabiano
Antonino Caltabiano (ur. 21 kwietnia 1955 w katanii) – włoski zapaśnik w stylu klasycznym. Trzykrotny olimpijczyk. Siódmy w Montrealu 1976, piąty w Moskwie 1980; odpadł w eliminacjach w Los Angeles 1984. Startował w kategoriach 48–57 kg.
Brązowy medalista mistrzostw świata w 1979 i szósty w 1981. Czwarty w mistrzostwach Europy w 1977. Złoty medal na igrzyskach śródziemnomorskich w 1987, srebrny w 1975 i brązowy w 1983 roku.